# Општина Половрађи (Горж)
Половрађи (рум. Polovragi) општина је у Румунији у округу Горж.
Oпштина се налази на надморској висини од 592 m.